# 苏当
苏当（法語：Soudan，法語發音：[sudɑ̃] ⓘ）是法国大西洋卢瓦尔省的一个市镇，位于该省东北部，属于沙托布里扬-昂斯尼区。

## 地理
苏当（47°44'15"N, 1°18'17"W）面积53.82 平方千米，位于法国卢瓦尔河地区大区大西洋卢瓦尔省，该省份为法国西北部沿海省份，位于布列塔尼半岛东南部，北起伊勒-维莱讷省，西北接莫尔比昂省，西临大西洋，南至旺代省，东临曼恩-卢瓦尔省。
与苏当接壤的市镇（或旧市镇、城区）包括：卡尔拜、沙托布里扬、埃尔布赖、瑞涅德穆捷、布吕河畔努瓦亚勒、鲁热、维勒波。
苏当的时区为UTC+01:00、UTC+02:00（夏令时）。

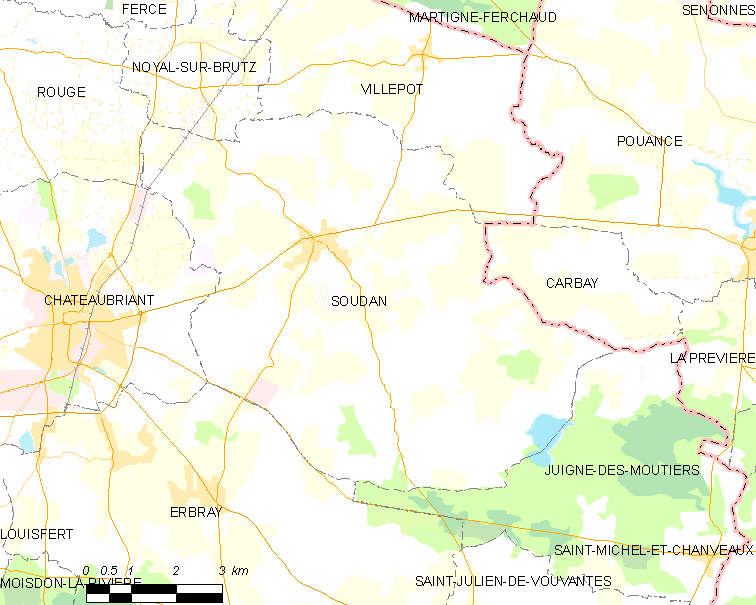
苏当的OSM定位图

## 行政
苏当的邮政编码为44110，INSEE市镇编码为44199。

## 政治
苏当所属的省级选区为沙托布里扬县。

## 人口

1962-2008年间苏当人口变化图示

苏当于2022年1月1日时的人口数量为1965人。

## 交通
大西洋卢瓦尔省省道D14线、D20线、D109线和D771线在境内交汇。